# ديفيد موتا (لاعب كرة قدم)
ديفيد موتا (بالإسبانية: David Mota)‏ هو لاعب كرة قدم فنزويلي، ولد في 16 فبراير 1942 في إل تيغري ‏ في فنزويلا، وتوفي في 1 فبراير 2015. لعب مع ديبورتيفو غاليسيا.